# 注册退休储蓄计划
注册退休储蓄计划（registered retirement savings plan，RRSP，法语：régime enregistré d'épargne-retraite，REER），又稱退休储蓄计划（retirement savings plan，RSP），是加拿大一种雇员和个体经营者的退休储蓄和金融账户，可用于储蓄以及资产投资、購買房屋。僱主根據僱員意願，將僱員的一部分工資劃入該賬戶。該賬戶還有各种税收优惠。它于1957年推出。最终在賬戶持有人71岁时會转换为注册退休收入基金（RRIF）。

## 外部鏈接
- Canadian Income Tax Act, Tax in Respect of Registered Investments  （页面存档备份，存于） via CanLII（英语：CanLII）
- Canada Revenue Agency （页面存档备份，存于）